# Козимиренко Михайло Григорович
Михайло Григорович Козимиренко (*6 лютого 1938, Чернігів — †19 липня 2005) український ромський поет, публіцист, перекладач, музикант. Відомий також як Міха Козимиренко. Член Національної спілки письменників України, Спілки самодіяльних композиторів Житомирщини. Ромською мовою перекладав твори Тараса Шевченка, Лесі Українки, Івана Франка.

## Біографія
Михайло Козимиренко народився четвертою дитиною у сім’ї цигана-ліверанта в Чернігові 1938 року. Мати Міхи – з роду українських селян. Батько був репресовний по доносу в 1938 році і відправлений до Сибіру, реабілітований в 1950-ті роки. Близько 45 кровних родичів (в тому числі рідні дядьки та тітки) Міхи Козимиренка загинули під час трагедії в Чернігові — розстрілу населення ромської національності, котрий тривав три дні у серпні 1942 року. Міха уцілів: мама — Варвара Минівна – перекинула його через огорожу до сусіда Олександра Бондаренка, котрий врятував хлопчика.
Після воєнного лихоліття сім’я Козимиренків переїхала до міста Коростеня. Міха навчався в загальноосвітній школі №6, потім — в Київському музичному училищі ім. Глієра. В 1989 році закінчив факультет музики і хорового співу Ніжинського педінституту. Після служби в армії працював в  Коростенській музичній школі, майже 40 років віддав справі навчання дітей музики.
Помер М. Г. Козимиренко 19 липня 2005 року після важкої хвороби. 
14 жовтня 2016 року на приміщенні Коростенської школи мистецтв ім. А. Білошицького відкрили меморіальну дошку М. Козимиренку.

## Творчість
З 1993 року Міха Козимиренко займається поетичною діяльністю. Теми його віршів — любов до України, ніжність до матері і коханої, тривога за долю ромів.
1998 року Міха Козимиренко видав збірку «Тепло душі».
2000 року вийшла двомовна книжка «Романо-кхам» («Циганське сонце»).
В 2001 році відбувся творчий вечір  М. Козимиренка, єдиного на той час в Україні, ромського професійного поета — в рамках II Міжнародного ромського фестивалю «Алама - 2001». 
У 2002 році вийшли збірка для дітей двома мовами «Коли виростеш ти, сину», збірка поезій українською мовою «Я — ром».
Михайло Григорович відомий як перекладач. Вперше в Україні переклав на ромську мову твори Лесі Українки, Івана Франка, Олександра Пушкіна «Цигани», Степана Руданського, Володимира Сосюри, Михайла Емінеску, Степана Келаре, Павла Тичини, Максима Рильського. Козимиренко переклав на циганську мову гімн української держави — перший переклад мовами національних меншин України.
Міху Козимиренка прозвали «ромським кобзарем» за симпатію до творчості Т. Шевченка.  У 1996 році вийшла перша збірка перекладів ромською мовою Т. Шевченка «Думи мої» («Думі мырэ»).В перекладацькому доробку Козимиренка близько тридцяти творів Шевченка. Михайло Григорович першим переклав на ромську мову поеми «Катерина», «Відьма». Михайло Козимиренко брав участь в XI міжнародному Шевченківському святі «В сім’ї вольній, новій…».
Був членом Спілки самодіяльних композиторів Житомирщини. Його пісні друкувалися в обласних газетах, звучали на радіо, в телепередачах. Співпрацював музикант з місцевими авторами Володимиром Пригорницьким, Михайлом Туровцем, Світланою Кагановою та відомим поетом Миколою Сингаївським. 

## Діяльність
Автор ромської абетки (1996), 1998 року в співавторстві з Іліє (Ілля) Мазоре підготував ромський буквар «О Чхіндлар». Ілюстроване видання було допущено Міністерством освіти України як підручник для учнів на факультативних заняттях і курсах за вибором. За сприяння М. Козимиренка відкрито декілька недільних шкіл для дітей циган.  Згодом розпочалася тісна співпраця з єдиною в Україні ромською газетою «Романі Яг» («Циганська ватра»).  Асоціація ромів України, членом правління якої був Міха Козимиренко, в 1997 році обрала його заступником редактора ромської газети.
В 2002 році Михайло Григорович стояв на чолі створення і реєстрації ромської організації «Циганське сонце», яка надавала правовий захист потерпілим ромам.
Міха Козимиренко був одним із ініціаторів встановлення загиблим у роки Другої світової війни ромам монументів, зокрема в Бабиному Яру (м. Київ) та в Подусівському лісі (м.Чернігів). 

## Нагороди
- 2004, Премія імені Івана Франка
- 2001, Орден «Амала» («Дружба»)